# Kumarevo (Vranje)
Pour les articles homonymes, voir Kumarevo.
Kumarevo (en serbe cyrillique : Кумарево) est un village de Serbie situé dans la municipalité urbaine de Vranjska Banja et sur le territoire de la Ville de Vranje, district de Pčinja. Au recensement de 2011, il comptait 242 habitants.

## Démographie

### Évolution historique de la population
| 1948 | 1953 | 1961 | 1971 | 1981 | 1991 | 2002 | 2011 |
| ---- | ---- | ---- | ---- | ---- | ---- | ---- | ---- |
| 494  | 474  | 458  | 260  | 298  | 306  | 283  | 242  |

|  |